# إزاحة زاوية

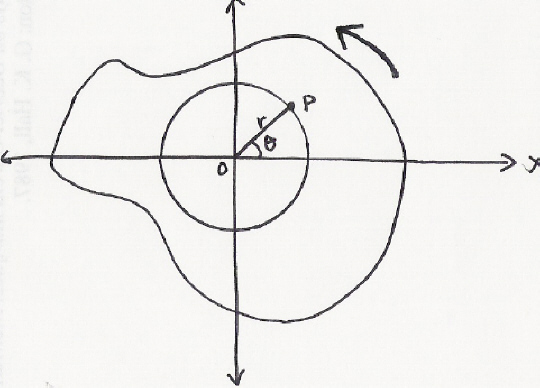

المراد بإزاحة الجسم المادي إزاحة زاوية إدارته حول محور ثابت بزاوية معينة. ربما سميت زاوية الإزاحة بنفسها الإزاحة الزاوية تسمية بالمصدر.
زاوية الإزاحة (θ بالراديان) هي نسبة قوس الإزاحة إلى نصف القطر. θ = s / r
يعتبر اتجاه الدوران في عكس اتجاه عقارب الساعة موجبا، ويعد سالبا إذا كان في اتجاه حركة عقارب الساعة